# Scatman John
John Paul Larkin, känd som Scatman John, född 13 mars 1942 i El Monte i Kalifornien, död 3 december 1999 i Los Angeles, var en amerikansk musiker som blandade sångstilen scat med dancemusik. Hans album såldes i över 2,5 miljoner exemplar i hela världen. Scatman John mottog 14 guld och 18 platina för sina album och singlar. En av hans största hits var "Scatman", som släpptes 1994. Scatman John brukade uppträda klädd i kostym och fedora.
Han avled 1999 i lungcancer i sitt hem i Los Angeles. 

## Diskografi

### Studioalbum
- John Larkin (1986) – ej släppt kommersiellt
- Scatman's World (1995)
- Everybody Jam! (1996)
- Take Your Time (1999) med låten Everyday

### Samlingsalbum
- Listen to the Scatman (2001)
- The Best of Scatman John (2002) – Endast i Japan

### Singlar
- "Scatman (Ski Ba Bop Ba Dop Bop)" (1994)
- "Scatman's World" (1995)
- "Song of Scatland" (1995)
- "Only You" (1995)
- "Scat Paradise" EP (1995)
- "Su Su Su Super Ki Re i" (1996)
- "Pripri Scat" (1996)
- "Everybody Jam!" (1996)
- "Let It Go" (1996)
- "Scatmambo" (1998)
- "The Chickadee Song" (1999)

## Biografisk film
23 mars 2023 meddelade Hollywood Reporter att en biografisk film om Scatman Johns liv var under produktion.